# Yoqne‘am ‘Illit
Yoqne‘am ‘Illit (hebreiska: יָקְנְעָם עילית, יקנעם עלית, Yokne‘am ‘Illit) är en ort i Israel.   Den ligger i distriktet Norra distriktet, i den norra delen av landet. Yoqne‘am ‘Illit ligger 126 meter över havet och antalet invånare är 18 700.
Terrängen runt Yoqne‘am ‘Illit är kuperad åt nordväst, men åt sydost är den platt.Runt Yoqne‘am ‘Illit är det ganska tätbefolkat, med 80 invånare per kvadratkilometer. Närmaste större samhälle är Nasaret, 19,4 km öster om Yoqne‘am ‘Illit. Trakten runt Yoqne‘am ‘Illit består till största delen av jordbruksmark.